# Апекина, Катя
Катя Апекина (англ. Katya Apekina) — американская писательница и переводчица русского происхождения.

## Биография
Апекина родилась в Москве в семье отказников. Они переехали в Соединённые Штаты Америки, когда Апекиной было три года. Она выросла в Большом Бостоне. Она училась в Колумбийском университете и Университете Вашингтона в Сент-Луисе, где получила степень магистра изящных искусств. Сейчас она преподаёт в Университете Антиохии в Лос-Анджелесе. У неё есть дочь.

### Творчество
Дебютный роман Апекиной «Глубже вода, уродливее рыбы» был опубликован Two Dollar Radio в 2018 году. Роман вошёл в шорт-лист Международной литературной премии имени Уильяма Сарояна и стал финалистом премии Los Angeles Times Book Prize и премии First Novelist Award 2018 года. Её второй роман «Мать-кукла» был опубликован в 2024 году.
Она опубликовала короткие рассказы в Alaska Quarterly Review, The Iowa Review и Joyland. На её творчество оказали влияние произведения Надежды Тэффи и Марины Цветаевой.
Она перевела поэзию и прозу для сборника произведений Владимира Маяковского, изданного Farrar, Straus and Giroux. Она также пишет документальную литературу для журнала Electric Literature.